# Zinkfosfat
Zinkfosfat är ett salt av zink och fosfat med formeln Zn3(PO4)2. Det förekommer naturligt i mineralet hopeit.

## Användning
Zinkfosfat används ofta som korrosionsskydd på andra metaller som till exempel stål. Den kan antingen appliceras genom elektrodeposition eller som pigment i en grundfärg.
Det används också inom tandvården som fyllningsmaterial och för att fästa tandställningar i tänderna. Det har fördelarna framför amalgam att det är giftfritt och vitt till färgen.